# MD FF Köping
MD FF Köping var en fotbollsklubb i Köping som grundades 2014 efter att företaget LS Entertainment AB tagit över delar av driften av Köping FF:s seniorverksamhet.

## Historia
Klubben spelar 2015 i division 3, som är den femte nivån av svensk fotboll. De spelar sina hemmamatcher på Köpings IP i Köping.
I januari 2014 röstade medlemmarna igenom en namnändring från Köping FF till MD FF Köping. Anledningen till namnbytet är att klubben numera ingår i ett samarbete med företaget LS Entertainment AB, som ligger bakom datorspelet ManagerDream. LS Entertainment AB planerar att göra en sportslig storsatsning, där ett träningsläger på Malta är en del i satsningen.
MD FF Köping tillhör Västmanlands Fotbollförbund.